# کلاغ بهشتی

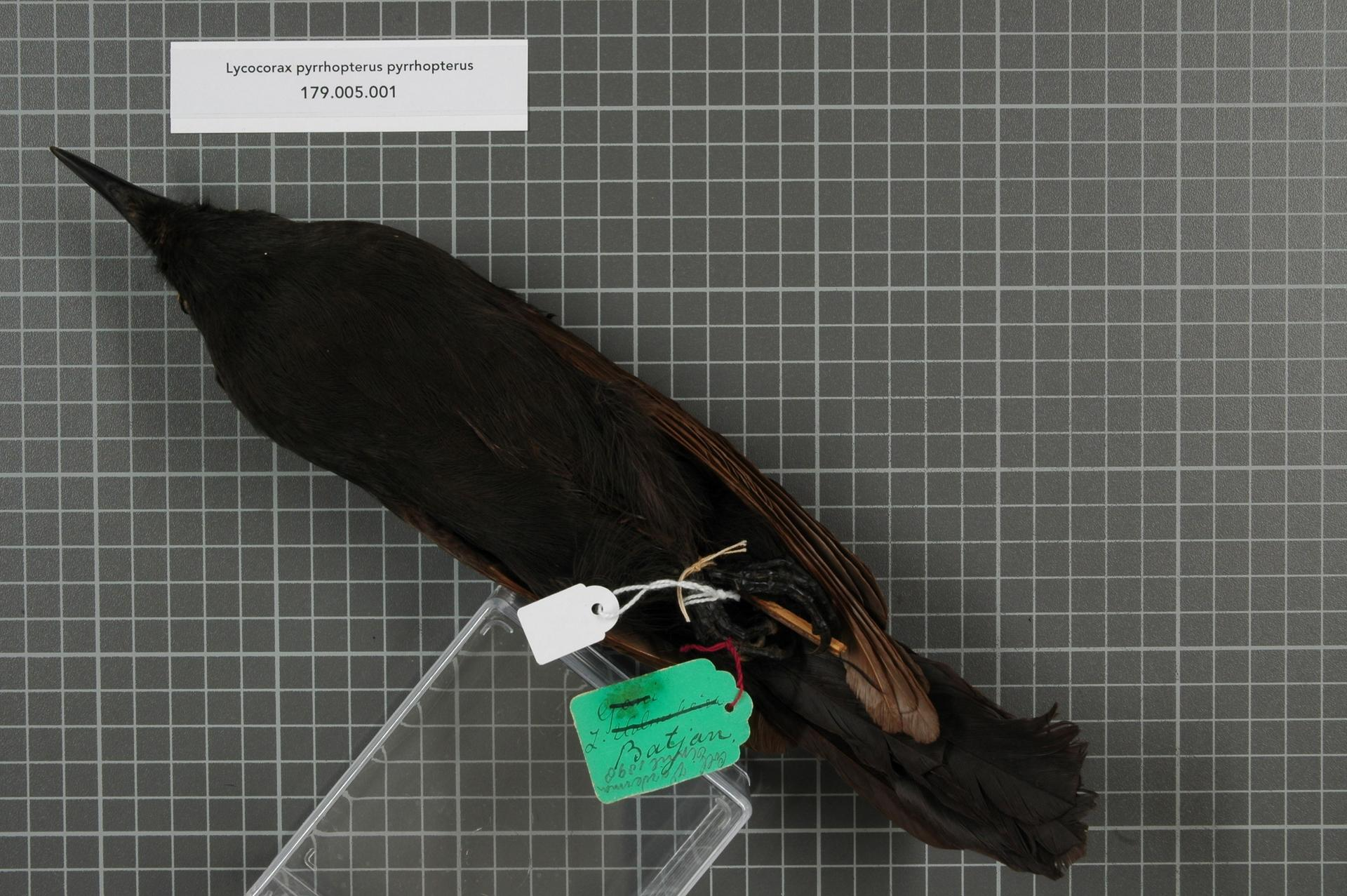

کلاغ بهشتی (نام علمی: Lycocorax pyrrhopterus) نام یک گونه از تیره مرغ بهشت است.